# Ceroctis quadrifasciata
Ceroctis quadrifasciata is een keversoort uit de familie van oliekevers (Meloidae). De wetenschappelijke naam van de soort is voor het eerst geldig gepubliceerd in 1791 door Thunberg.